# Marols
Marols – miejscowość i gmina we Francji, w regionie Owernia-Rodan-Alpy, w departamencie Loara.
Według danych na rok 1990 gminę zamieszkiwało 310 osób, a gęstość zaludnienia wynosiła 21 osób/km² (wśród 2880 gmin regionu Rodan-Alpy Marols plasuje się na 1319. miejscu pod względem liczby ludności, natomiast pod względem powierzchni na miejscu 785.).

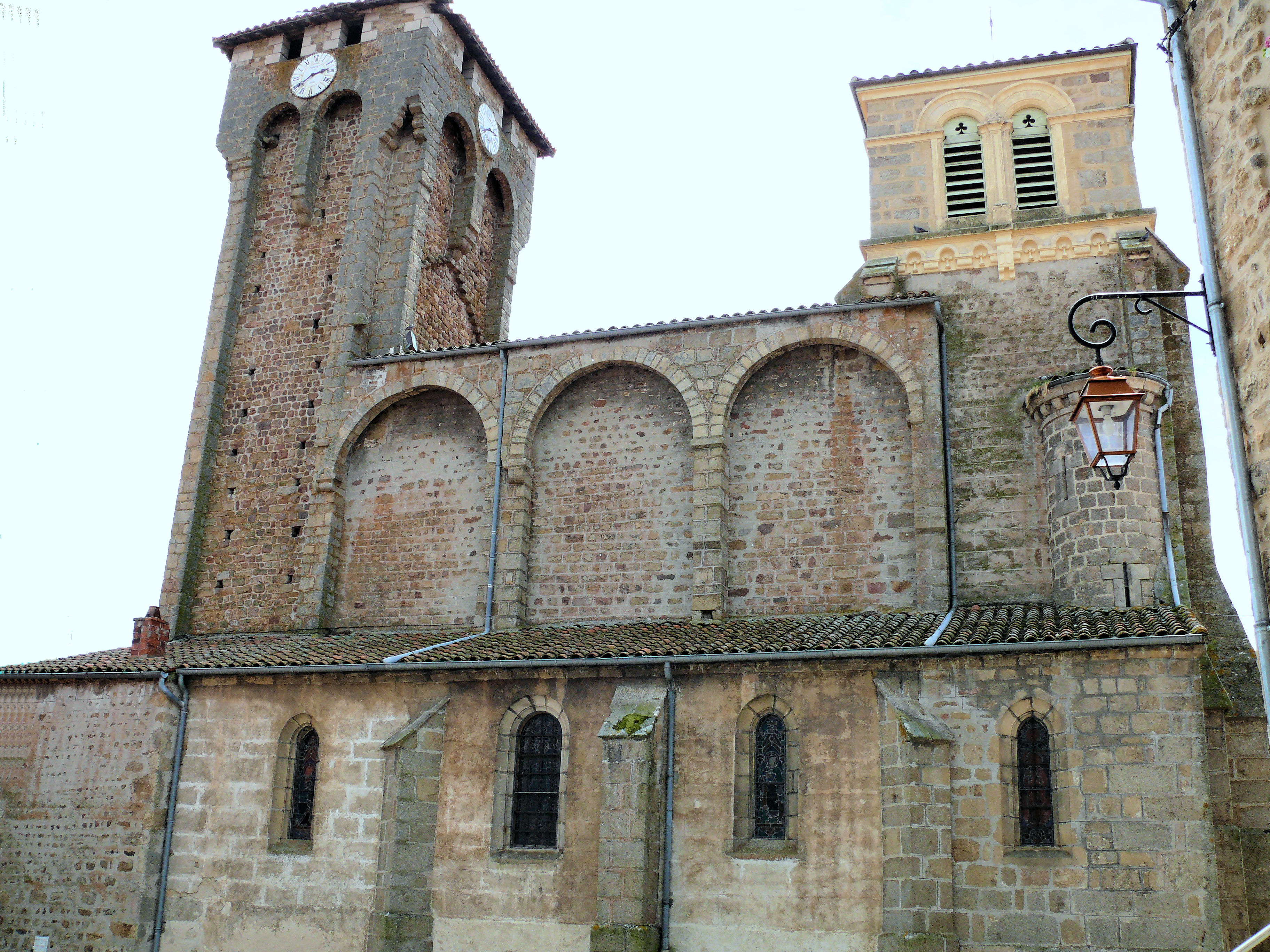
Kościół św. Piotra w Marols, 2009